# Generation-A
「Generation-A」（ジェネレーション エー）は、『Animelo Summer Live 2007 -Generation-A-』のテーマソング。

## 概要
- 『Animelo Summer Live 2007 -Genaration-A-』のテーマソング。
- 作詞・作曲は奥井雅美。
- 歌は、Animelo Summer Live 2007 -Genaration-A-に出演したアーティストが担当している。
- 音楽CDと一緒にレコーディング風景とPVが収録されたDVDが同梱されている。

## 収録曲

### CD
（全作詞・作曲：奥井雅美／編曲：MACARONI☆・Monta）
1. Generation-A
歌：ALI PROJECT（宝野アリカ） / 近江知永 / 奥井雅美 / 栗林みな実 / サイキックラバー / Cy-Rim rev. / JAM Project（影山ヒロノブ、松本梨香、遠藤正明、きただにひろし、奥井雅美、福山芳樹） / 樹海 / Suara / 高橋直純 / 茅原実里 / 水樹奈々 / m.o.v.e（yuri） / 桃井はるこ
『Animelo Summer Live 2007 -Genneration-A-』テーマソング
2. Generation-A 〜女性 Only Vocal Version〜
歌：ALI PROJECT（宝野アリカ） / 近江知永 / 奥井雅美 / 栗林みな実 / Cy-Rim rev. / 松本梨香 / 樹海 / Suara / 茅原実里 / 水樹奈々 / m.o.v.e（yuri） / 桃井はるこ
3. Generation-A 〜男性 Only Vocal Version〜
歌：サイキックラバー / 影山ヒロノブ / 遠藤正明 / きただにひろし / 福山芳樹 / 高橋直純
4. Generation-A 〜Instrumental〜

### DVD
1. Generation-A（PV）
2. Generation-A（レコーディング風景）